# Miejsce Pamięci Zbrodni Katyńskiej w Grodzisku Wielkopolskim
Miejsce Pamięci Zbrodni Katyńskiej w Grodzisku Wielkopolskim otwarto 9 maja 2018 r. w Parku Miejskim w Grodzisku Wielkopolskim. Powstało z inicjatywy Instytutu Pamięci Narodowej Oddział w Poznaniu i Gminy Grodzisk Wielkopolski.  Jego centralną częścią jest wagon kolejowy z symbolicznymi sylwetkami polskich oficerów, obok znajduje się tablica z napisem „Katyń 1940. Jeśli ja zapomną o nich, Ty, Boże na niebie, Zapomnij o mnie! Grodzisk Wielkopolski, 2018 r.” Posadzono także 13 dębów z imiennymi tabliczkami, które upamiętniają 13 ofiar zbrodni katyńskiej pochodzących z Grodziska Wielkopolskiego lub związanych z tym miastem zawodowo.
Są to:
- por. Marian Gawron, powstaniec wielkopolski, uczestnik wojny polsko-bolszewickiej, księgowy
- ppor. Władysław Wojciech Jakubowski, prawnik
- por. Stanisław Zdzisław Kozłowski,
- por. Stanisław Pakuła, funkcjonariusz Korpusu Ochrony Pogranicza, lekarz
- por. Józef Rejdych, nauczyciel, dyrektor Szkoły Podstawowej w Kobylnikach
- ppor. Józef Skałecki, nauczyciel
- kpt. Władysław Stahr, uczestnik powstania wielkopolskiego
- ppor. Florian Łopiński, ekonomista
- ppor. Stanisław Napierała, student prawa
- kpt. Kazimierz Piasecki, uczestnik powstań wielkopolskiego i śląskiego, urzędnik
- kpt.  Kazimierz Rabski
- post. Marian Kornag, policjant z Grodziska Wielkopolskiego
- st. przod. Jan Martyński, komendant Policji Państwowej w Grodzisku Wielkopolskim[1].